# Urpmi
urpmi là một công cụ hệ thống quản lý gói cho Mandriva Linux để cài đặt, gỡ bỏ, cập nhật và truy vấn các gói phần mềm trên máy cục bộ hoặc mạng. Nó sử dụng hệ thống gói rpm với mục đích chính rằng người dùng không cần phải tự tìm các gói phụ thuộc kia. Nó làm việc với repo chính của Mandriva hoặc các repo không chính thức như Penguin Liberation Front. Chương trình có giao diện đồ họa: rpmdrake.

## Lịch sử
urpmi được phát triển như là một thí nghiệm của Pascal Rigaux (Pixel) để xác định giới hạn cài đặt của RPM, sau này nó được bảo dưỡng bởi François Pons và các nhân viên khác của Mandriva. Hiện tại được bảo dưỡng bởi Pascal Rigaux.

## Câu lệnh

### Các câu lệnh chung
| Cài đặt gói                                     | urpmi <tên_gói>                    |
| Gỡ cài đặt kèm phụ thuộc                        | urpme <tên_gói>                    |
| Truy vấn cơ sở dữ liệu gói                      | urpmq <tên_gói>                    |
| Tìm gói có tệp                                  | urpmf <tệp>                        |
| Find package knowing only a part of an rpm name | urpmq—fuzzy <part-of-package_name> |
| Cập nhật danh sách gói                          | urpmi.update -a                    |
| Cập nhật hệ thống (sử dụng tất cả các repo)     | urpmi—auto-select                  |
| Cập nhật hệ thống (chỉ sử dụng repo update)     | urpmi—update—auto-select           |

### Các lệnh hữu dụng
| Tìm gói có <từ> trong tên | urpmi -y <từ>         |
| Tìm gói không phụ thuộc   | urpmi_rpm-find-leaves |